# Luis Fernando López
Luis Fernando López, född 3 juni 1979, är en colombiansk friidrottare (gångare).